# Sângeru
Sângeru es una comuna ubicada en el distrito de Prahova, Rumania.

## Superficie
Posee una superficie de 39,90 kilómetros cuadrados.

## Demografía
Hasta 2021 la población era de 5230 habitantes, con una densidad de población de 131,1 habitantes por kilómetro cuadrado.